# 科阿特佩克 (克薩爾特南戈省)
科阿特佩克是危地馬拉的城鎮，由克薩爾特南戈省負責管轄，位於該國西南部，始建於1770年，面積426平方公里，海拔高度498米，每年平均降雨量2,927毫米，2002年人口94,186。